# والی براون
والی براون (انگلیسی: Wally Brown؛ ۹ اکتبر ۱۹۰۴ – ۱۳ نوامبر ۱۹۶۱) یک هنرپیشه اهل ایالات متحده آمریکا بود.
وی بازیگر فیلم‌هایی همچون متکبرها و بدنام بوده است.